# Bodi - Chú chó mê nhạc rock
Bodi - Chú chó mê nhạc rock (tiếng Trung: 摇滚藏獒, Hán-Việt: Dao cổn tàng ngao) là một bộ phim hài/hoạt hình máy tính của Trung Quốc - Hoa Kỳ ra mắt năm 2016 do Mandoo Pictures và Hoa Nghị huynh đệ hợp tác sản xuất, Ash Brannon làm đạo diễn kiêm viết kịch bản với Kurt Voelker, dựa trên tiểu thuyết đồ họa Trung Quốc Tibetan Rock Dog của Trịnh Quân. Phim có sự tham gia của các diễn viên gồm Luke Wilson, Eddie Izzard, J. K. Simmons, Lewis Black, Kenan Thompson, Mae Whitman, Jorge Garcia, Matt Dillon và Sam Elliott.
Tại Việt Nam, phim được phát sóng trên kênh truyền hình HTV3 - DreamsTV với phiên bản lồng tiếng Việt vào ngày 26 tháng 9 năm 2020.

## Nội dung
Bodi, một chú chó ngao Tây Tạng mắt to, được kỳ vọng sẽ trở thành người bảo vệ làng tiếp theo cho một nhóm cừu đồng quê vui tính, nhưng lo sợ rằng mình không có đam mê để đảm nhận vai trò từ cha mình, Khampa. Mọi thứ thay đổi khi một chiếc radio rơi khỏi bầu trời theo đúng nghĩa đen và Bodi nghe thấy một bài hát của huyền thoại nhạc rock Angus Scattergood, mở rộng trái tim mình với một thế giới âm nhạc mà anh ấy phải khám phá.
Rời nhà để đuổi theo vận mệnh của mình ở thành phố lớn, Bodi thu hút sự chú ý của kẻ thù của Khampa, Linnux. Lãnh đạo một bầy sói đói, Linnux tin rằng Bodi chính là tấm vé trở lại làng của anh và đến gần hơn với những con cừu ngon lành. Bodi phải cứu gia đình và bạn bè của mình khỏi bị tổn hại mà không từ bỏ ước mơ mới của mình.

## Lồng tiếng
| Nhân vật          | Diễn viên lồng tiếng | Diễn viên lồng tiếng        |
| ----------------- | -------------------- | --------------------------- |
| Nhân vật          | Nước ngoài           | Việt Nam (Truyền hinh HTV3) |
| Bodi              | Luke Wilson          | Hoàng Trí                   |
| Angus Scattergood | Eddie Izzard         | Hoàng Sơn                   |
| Khampa            | J. K. Simmons        | Trần Vũ                     |
| Linnux            | Lewis Black          | Văn Tài – Gia Trí           |
| Riff              | Kenan Thompson       | Quang Tuyên                 |
| Darma             | Mae Whitman          | Thùy Tiên                   |
| Germur            | Jorge Garcia         | Tuấn Anh                    |
| Trey              | Matt Dillon          | Kiêm Tiến                   |
| Fleetwood Yak     | Sam Elliott          | Hạnh Phúc                   |
| Floyd             | Will Finn            | Hoài Bảo                    |
| Ian               | Ash Brannon          | Anh Tuấn                    |